# Галван, Маркус
Ма́ркус Галва́н (порт.-браз. Marcos Galvão; 23 июня 1982, Манаус) — бразильский боец смешанного стиля, представитель полулёгкой и легчайшей весовых категорий. Выступает на профессиональном уровне начиная с 2003 года, известен по участию в турнирах таких бойцовских организаций как Bellator, WEC, Shooto, Jungle Fight, владел титулом чемпиона Bellator в легчайшем весе.

## Биография
Маркус Галван родился 23 июня 1982 года в городе Манаус штата Амазонас. В возрасте одиннадцати лет начал заниматься дзюдо, но вскоре перешёл в бразильское джиу-джитсу и тренировался под руководством мастера Нонату Мошаду. В тринадцать лет уехал в Рио-де-Жанейро и стал подопечным известного наставника Андре Педернейраса, основателя знаменитой академии Нова Униан, который впоследствии в 2003 году вручил ему чёрный пояс по БЖЖ.
Дебютировал в смешанных единоборствах на профессиональном уровне в мае 2003 года, выиграв у своего соперника решением большинства судей. Первое время дрался в Японии на турнирах старейшего японского промоушена Shooto, где в общей сложности одержал четыре победы и потерпел два поражения. Претендовал на титул чемпиона Shooto в полулёгкой весовой категории, встретившись с непобеждённым Масакацу Уэдой, но их противостояние завершилось ничьей. Также выиграл один бой в местной крупной организации Jungle Fight и дважды выступал в World Extreme Cagefighting. После двух поражений на турнирах WEC по совету своего хорошего друга Витора Рибейру переехал в Нью-Йорк и приступил к интенсивным тренировкам под руководством американских тренеров. Смена обстановки принесла свои плоды, так, три последующих боя Галван уверенно выиграл.
Имея в послужном списке девять побед и только три поражения, в 2011 году Маркус Галван привлёк к себе внимание крупной американской организации Bellator MMA и подписал с ней соглашение. Тем не менее, его дебют получился здесь не очень удачным, он встретился в промежуточном весе с американцем Джо Уорреном и проиграл крайне спорным судейским решением. Затем бразилец принял участие в гран-при пятого сезона Bellator легчайшего веса, на стадии четвертьфиналов с раздельным решением прошёл Чейса Биби, но в полуфинале с тем же результатом уступил Алексису Виле.
В 2012 году Галван предпринял ещё одну попытку выиграть гран-при легчайшей весовой категории и на сей раз удачно — одолел всех троих соперников по турнирной сетке. Став победителем гран-при, удостоился права оспорить титул чемпиона Bellator, встретился с действующим чемпионом Эдуарду Дантасом и во втором раунде потерпел от него поражение нокаутом.
Несмотря на тяжёлый нокаут, Галван продолжил активно участвовать в поединках, провёл один успешный бой на родине, одержал победу в двух рейтинговых боях Bellator и вновь стал официальным претендентом на титул чемпиона. В чемпионском бою в марте 2015 года взял реванш у Джо Уоррена, заставив того сдаться с помощью «рычага колена». Последующая защита титула против Эдуарду Дантаса дважды откладывалась, сначала из-за болезни Галвана, затем из-за травмы Дантаса. Летом 2016 года они всё же сразились с друг другом — поединок продлился все пять раундов, и судьи единогласно отдали победу Дантасу.
Лишившись чемпионского пояса, Галван остался в числе бойцов Bellator и позже в рейтинговом бою одержал победу над Эл Си Дэвисом.

## Статистика в профессиональном ММА
| Боёв 30  | Побед 18 | Поражений 11 |
| -------- | -------- | ------------ |
| Нокаутом | 4        | 4            |
| Сдачей   | 1        | 0            |
| Решением | 13       | 7            |
| Ничьи    | 1        | 1            |

| Результат | Рекорд  | Соперник           | Способ               | Турнир                                   | Дата             | Раунд | Время | Место               | Примечание                                                |
| --------- | ------- | ------------------ | -------------------- | ---------------------------------------- | ---------------- | ----- | ----- | ------------------- | --------------------------------------------------------- |
| Поражение | 18-11-1 | Макс Кога          | TKO (удары руками)   | PFL 4                                    | 19 июля 2018     | 3     | 2:19  | Юниондейл, США      |                                                           |
| Поражение | 18-10-1 | Насарено Малегарье | Единогласное решение | PFL 1                                    | 7 июня 2018      | 3     | 5:00  | Нью-Йорк, США       |                                                           |
| Поражение | 18-9-1  | Сэм Сицилия        | Единогласное решение | Bellator 189                             | 1 декабря 2017   | 3     | 5:00  | Такервилл, США      |                                                           |
| Поражение | 18-8-1  | Эммануэль Санчес   | Единогласное решение | Bellator 175                             | 31 марта 2017    | 3     | 5:00  | Роузмонт, США       |                                                           |
| Победа    | 18-7-1  | Эл Си Дэвис        | Раздельное решение   | Bellator 166                             | 2 декабря 2016   | 3     | 5:00  | Такервилл, США      |                                                           |
| Поражение | 17-7-1  | Эдуарду Дантас     | Единогласное решение | Bellator 156                             | 17 июня 2016     | 5     | 5:00  | Фресно, США         | Лишился титула чемпиона Bellator в легчайшем весе.        |
| Победа    | 17-6-1  | Джо Уоррен         | Сдача (рычаг колена) | Bellator 135                             | 27 марта 2015    | 2     | 0:45  | Такервилл, США      | Выиграл титул чемпиона Bellator в легчайшем весе.         |
| Победа    | 16-6-1  | Томас Васкес       | Единогласное решение | Bellator 118                             | 2 мая 2014       | 3     | 5:00  | Атлантик-Сити, США  |                                                           |
| Победа    | 15-6-1  | Том Маккенна       | TKO (удары руками)   | Bellator 108                             | 15 ноября 2013   | 1     | 4:29  | Атлантик-Сити, США  |                                                           |
| Победа    | 14-6-1  | Шели Сантана       | TKO (удары руками)   | Shooto Brazil: Manaus                    | 28 июня 2013     | 2     | 2:00  | Манаус, США         |                                                           |
| Поражение | 13-6-1  | Эдуарду Дантас     | KO (удары руками)    | Bellator 89                              | 14 февраля 2013  | 2     | 3:01  | Шарлотт, США        | Бой за титул чемпиона Bellator в легчайшем весе.          |
| Победа    | 13-5-1  | Луис Ногейра       | TKO (удары локтями)  | Bellator 73                              | 24 августа 2012  | 2     | 4:20  | Таника, США         | Финал гран-при 6 сезона Bellator легчайшего веса.         |
| Победа    | 12-5-1  | Трэвис Маркс       | Единогласное решение | Bellator 68                              | 11 мая 2012      | 3     | 5:00  | Атлантик-Сити, США  | Полуфинал гран-при 6 сезона Bellator легчайшего веса.     |
| Победа    | 11-5-1  | Эд Уэст            | Единогласное решение | Bellator 65                              | 13 апреля 2012   | 3     | 5:00  | Атлантик-Сити, США  | Четвертьфинал гран-при 6 сезона Bellator легчайшего веса. |
| Поражение | 10-5-1  | Алексис Вила       | Раздельное решение   | Bellator 55                              | 22 октября 2011  | 3     | 5:00  | Юма, США            | Полуфинал гран-при 5 сезона Bellator легчайшего веса.     |
| Победа    | 10-4-1  | Чейс Биби          | Раздельное решение   | Bellator 51                              | 24 сентября 2011 | 3     | 5:00  | Кантон, США         | Четвертьфинал гран-при 5 сезона Bellator легчайшего веса. |
| Поражение | 9-4-1   | Джо Уоррен         | Единогласное решение | Bellator 41                              | 16 апреля 2011   | 3     | 5:00  | Юма, США            | Бой в промежуточном весе 62,1 кг.                         |
| Победа    | 9-3-1   | Райан Ваккаро      | Единогласное решение | Ring of Combat 33                        | 3 декабря 2010   | 3     | 5:00  | Атлантик-Сити, США  |                                                           |
| Победа    | 8-3-1   | Джейкоб Кирван     | Единогласное решение | Ring of Combat 31                        | 24 сентября 2010 | 3     | 4:00  | Атлантик-Сити, США  |                                                           |
| Победа    | 7-3-1   | Дэвид Дерби        | TKO (удары)          | Washington Combat: Battle of the Legends | 15 мая 2010      | 1     | 1:37  | Вашингтон, США      | Дебют в легчайшем весе.                                   |
| Поражение | 6-3-1   | Дамасио Пейдж      | KO (удары руками)    | WEC 39                                   | 1 марта 2009     | 1     | 0:18  | Корпус-Кристи, США  |                                                           |
| Ничья     | 6-2-1   | Масакацу Уэда      | Ничья                | Shooto: Shooto Tradition 3               | 28 сентября 2008 | 3     | 5:00  | Токио, Япония       | Бой за титул чемпиона Shooto в полулёгком весе.           |
| Поражение | 6-2     | Брайан Боулз       | KO (удар рукой)      | WEC 31                                   | 12 декабря 2007  | 2     | 2:09  | Лас-Вегас, США      |                                                           |
| Победа    | 6-1     | Кэндзи Осава       | Решение большинства  | Shooto: Back To Our Roots 3              | 18 мая 2007      | 3     | 5:00  | Токио, Япония       |                                                           |
| Победа    | 5-1     | Наоя Уэмацу        | Единогласное решение | Fury FC 1: Warlords Unleashed            | 27 сентября 2006 | 3     | 5:00  | Сан-Паулу, Бразилия |                                                           |
| Победа    | 4-1     | Фредсон Пайшан     | Единогласное решение | Jungle Fight 6                           | 29 апреля 2006   | 3     | 5:00  | Манаус, Бразилия    |                                                           |
| Поражение | 3-1     | Акитоси Хокадзоно  | Единогласное решение | Shooto: 9/23 in Korakuen Hall            | 23 сентября 2005 | 3     | 5:00  | Токио, Япония       |                                                           |
| Победа    | 3-0     | Дзин Акимото       | Единогласное решение | Shooto: 9/26 in Kourakuen Hall           | 26 сентября 2004 | 3     | 5:00  | Токио, Япония       |                                                           |
| Победа    | 2-0     | Сюитиро Кацумура   | Единогласное решение | Shooto 2004: 1/24 in Korakuen Hall       | 24 января 2004   | 3     | 5:00  | Токио, Япония       |                                                           |
| Победа    | 1-0     | Масато Сиодзава    | Решение большинства  | Shooto: 5/4 in Korakuen Hall             | 4 мая 2003       | 3     | 5:00  | Токио, Япония       |                                                           |